# Ernst Hjertberg
Ernst "Ernie" Valfrid Hjertberg, född den 22 januari 1867 i Jönköping, död 15 december 1951, medeldistanslöpare och tränare.
Inför Stockholmsolympiaden 1912 inkallades ett antal utländska tränare. "Ernie" kallades in som tränare i den dominerade grenen fri allmän idrott. Han införde intensiv rationell träning för de svenska olympiakandidaterna. Även bättre kosthållning och att varje idrottsman måste specialisera sig på en eller ett litet fåtal grenar var nyheter på den tiden. Hans idéer om moderna träningsmetoder finns nedskrivna i Handbok i fri idrott (1911—12).